# Volksbank Raiffeisenbank Bayern Mitte
Die Volksbank Raiffeisenbank Bayern Mitte eG ist eine deutsche Genossenschaftsbank in der Rechtsform einer eingetragenen Genossenschaft mit Hauptsitz in Ingolstadt. Das Geschäftsgebiet erstreckt sich von Weißenburg im Norden bis Moosburg an der Isar im Süden. Die Ost-West-Verbindung reicht von Pappenheim bis nach Langquaid.

## Zweck und Gegenstand
Zweck der Genossenschaft ist die wirtschaftliche Förderung und Betreuung der Mitglieder (§2, Abs. 1 Satzung).
Von den rund 180.000 Kunden sind 86.117 zugleich Mitglieder der Volksbank Raiffeisenbank Bayern Mitte eG.

## Arbeitgeber und Ausbilder
Die Volksbank Raiffeisenbank Bayern Mitte eG hat 751 Mitarbeiter, darunter 54 Auszubildende.

## Genossenschaftliche FinanzGruppe
Die Volksbank Raiffeisenbank Bayern Mitte eG bietet Finanzdienstleistungen in Zusammenarbeit mit den Spezialinstituten der Genossenschaftlichen FinanzGruppe an.

## Geschichte
Die Volksbank Raiffeisenbank Bayern Mitte eG wurde 1895 gegründet. 1991 fusionierten die Raiffeisenbank Ingolstadt und die Raiffeisenbank Pfaffenhofen/Ilm zur Raiffeisenbank Ingolstadt-Pfaffenhofen/Ilm. 1999 fusionierte diese Bank mit der Raiffeisenbank Eichstätt zur Raiffeisenbank Ingolstadt-Pfaffenhofen-Eichstätt. Im Jahre 2009 fusionierten die Raiffeisenbank Ingolstadt-Pfaffenhofen-Eichstätt und die Volksbank Raiffeisenbank Eichstätt zur Volksbank Raiffeisenbank Bayern Mitte. Im Jahre 2018 nahm die Volksbank Raiffeisenbank Bayern Mitte eG die Hallertauer Volksbank eG im Wege der Verschmelzung auf.